# چینساو من
چِِیْنْسا مَن (ژاپنی: チェンソーマン هپبورن: Chensō Man) یا مَرد اَرّه‌‌ای (برگردان غیر تحت‌الفظی) یک مجموعه مانگا‌ی ژاپنی است که توسط تاتسوکی فوجیموتو نوشته و مصورسازی شده‌است. این مجموعه از دسامبر ۲۰۱۸ تا دسامبر ۲۰۲۰ در هفته‌نامه شونن جامپ شوئیشا به صورت سریالی ارائه شده‌است. تا اکتبر ۲۰۲۲ فصل‌های آن در دوازده جلد تانکوبون جمع‌آوری شده‌است. انتشار قسمت دوم مانگا در مجله آنلاین شونن جامپ+ انتشارات شوئیشا از ژوئیه ۲۰۲۲ آغاز شد. و در آمریکای شمالی مانگا از طرف ویز مدیا برای انتشار چاپی و دیجیتال به زبان انگلیسی مجوز دارد و همچنین توسط شوئیشا، به صورت آنلاین در مانگا پلاس منتشر شد. یک مجموعه تلویزیونی انیمه نیز بر پایه نسخه مانگا توسط استودیو ماپا دستمایه اقتباس قرار گرفت که از تاریخ ۱۲ اکتبر ۲۰۲۲ در حال پخش است.
این مانگا برنده ۶۶ امین جایزه مانگای شوگاکوکان در رده شونن شده‌است. به دلیل داشتن صحنه‌های خشونت‌آمیز، خون و خونریزی بسیار زیاد و کمدی سیاه، از این مانگا بسیار انتقاد شده‌است.

## داستان
این داستان در دنیایی جریان دارد که اهریمن‌ها، ناشی از ترس انسان‌ها، باعث آسیب رساندن به انسان‌هایی می‌شوند که درصدد نابودی آن‌ها هستند. انسان همچنین می‌تواند با اهریمن‌ها قرارداد ببندند. دنجی پسری افسرده و جوان است که سعی دارد با فروش چندین عضو از اعضای بدن و کار به عنوان شکارچی اهریمن، بدهی پدر فوت شده خود به یاکوزا را پس دهد. دنجی همچنین صاحب سگی به نام پوچیتا است که در واقع اهریمنی است که به ارّه برقی شباهت دارد و در کارهایش به دنجی کمک می‌کند. دنجی توسط یاکوزا مأمور کشتن یک اهریمن است، اما متوجه می‌شود که این یک نقشه توسط یاکوزا برای بدست آوردن پول با کشتن دنجی توسط اهریمن‌ها است. دنجی توسط اهریمن‌ها کشته می‌شود، و پوچیتا به شدت زخمی می‌شود، اما این دو قراردادی بستند که به پوچیتا اجازه می‌دهد با دنجی ادغام شود و او را به عنوان ترکیبی از انسان و شیطان با توانایی ارّه برقی پوچیتا احیا کند. دنجی همه اهریمن‌هایی را که او را کشتند، می‌کشد و سپس تیمی از شکارچیان اهریمن دولتی به او نزدیک می‌شوند (که به سازمان امنیت ملی تعلق دارند). از آنجا که او تا حدی به یک اهریمن تبدیل شده‌است، یکی از اعضای تیم دنجی را ترغیب می‌کند تا به عضوی از سازمان خود درآید، تا دیگر از شکار شدن توسط اهریمن‌ها جلوگیری کند.

## شخصیت‌ها

### شخصیت‌های اصلی
دِنجی (デ ン ジ)
مرد جوانی (که خود را ۱۶ ساله اعلام می‌کند) با موهای بور شلخته. او چشمانی قهوه ای مایل به زرد دارد. وی در کودکی پس از مرگ پدرش، هیچ ارثی جزء بدهی پدر مرحومش به یاکوزا نمی‌گیرد. او پس از ملاقات با اهریمن اره برقی، پوچیتا، در تلاش برای تسویه بدهی خود به یک شکارچی شیطان برای یاکوزا تبدیل می‌شود. بعد از اینکه یاکوزاها، که تحت کنترل اهریمن زامبی بودند، به او خیانت کردند او می‌میرد، و پوچیتا قلب خود را به او می‌دهد، و با دِنجی قراردادی را منعقد می‌کند که با تبدیل شدن به قلب او، پوچیتا رویاهای یک زندگی عادی را برای دِنجی به ارمغان می‌آورد. پس از این، او می‌تواند با کشیدن طناب بر روی سینه خود به یک اهریمن مخوف معروف به مرد ارّه‌ای تبدیل شود. وی پس از ملاقات با ماکیما، به یک شکارچی اهریمن در سازمان امنیت ملّی تبدیل می‌شود تا بتواند مانند یک انسان ساده زندگی کند. انگیزه اصلی او برای زندگی علاقه به ماکیما است.
ماکیما (マ キ マ)
زنی مرموز که به نظر می‌رسد در حوالی بیست سالگی اش است. او یک شکارچی اهریمن امنیت ملی است، که دنجی را به عنوان حیوان خانگی انسانی خود گرفت. ماکیما حیله‌گر، باهوش و زیبا، با سوء استفاده از جذابیت خود به دنجی وعده‌های رابطه عاشقانه و جنسی می‌دهد، در همین حال او را تهدید به نابودی می‌کند در صورت عدم تمکین از او، او را کنترل می‌کند. حتی اگر دنجی واقعاً او را دوست دارد، اما ماکیما فقط در قلب دِنجی توسط مرد ارّه برقی مجذوب می‌شود. بیشتر داستان، اهداف او ناشناخته است و وفاداری او به انسانیت تا حدودی مبهم است. بعداً مشخص شد که او اهریمن کنترل است که ترس از کنترل را در بر می‌گیرد و به دنبال استفاده از قدرت مرّد اره برقی برای ایجاد جهانی بدون رنج است. همچنین مشخص شده‌است که ماکیما دلیل اصلی بدبختی‌هایی است که برای دنجی اتفاق افتاده‌است. پس از کشته شدن توسط دنجی، وی در کودکی به نام نایوتا (ナ ユ タ) دوباره متولد شد و تحت مراقبت دنجی قرار گرفت تا وی بتواند او را بهتر از آنچه در زندگی گذشته بود تربیت کند.
آکی هایاکاوا (早川 ア キ، هایاکاوا آکی)
یک شکارچی اهریمن امنیت ملی که زیر نظر گروه ویژه ماکیما لشکر ۴ کار می‌کند. او با اهریمن نفرین و اهریمن آینده قرارداد بسته‌است و به او این امکان را می‌دهد که در ازای عمر خود از یک سنبله قدرتمند استفاده کند و چند ثانیه آینده را ببیند. او پیش از این با اهریمن روباه قرارداد داشت و به او اجازه می‌داد سر آن را احضار کند. آکی معمولاً فردی کاملاً رواقی است، وقتی در کنار شکارچیان اهریمن است، بالغ و قابل اعتماد عمل می‌کند، اما هر وقت تنها باشد بسیار افسرده‌است و در خودش فرومی‌رود. علی‌رغم درگیری با آنها، او در واقع به دنجی و پاور اهمیت می‌دهد که هر دو را به عنوان دوستان بسیار عزیز خود ببیند و حاضر است خود را فدای آنها کند. او در حالی که از ماکیما محافظت می‌کرد و در اختیار اهریمن تفنگ قرار گرفت، کنترل خود را از دست داد و تحت کنترل او درآمد، بنابراین دِنجی مجبور به کشتن او شد. بعداً مشخص شد که ماکیما قصد داشت او را به عنوان بخشی از نقشه شکست دنجی، کشته باشد.
پاوِر (パ ワ ー، پاوا)
یک اهریمن خون و یک شکارچی اهریمن امنیت ملی که بخشی از تیم ویژه ماکیما است. پاور مانند یک زن جوان با موهای صورتی رنگ به نظر می‌رسد که تا وسط کمرش می‌رسد. او به عنوان یک اهریمن شاخهای قرمز روشن از بالای سرش بیرون زده‌است. پاور، خشونت را دوست دارد، رفتار کودکانه دارد و حریص است. اصلاً به کسی اهمیت نمی‌دهد و مایل است برای رضایت خود به دیگران آسیب برساند. پاور به شدت به گربه‌اش، میویی اهمیت می‌دهد. مایل است جان خود را فدا کند تا دنجی را از شر اهریمن خفاش نجات دهد. او به شدت به دنجی و آکی، اولین دوستان واقعی اش اهمیت می‌دهد. بعداً توسط ماکیما در مقابل دنجی کشته می‌شود، به عنوان بخشی از برنامه او برای شکست دنجی با دادن خوشبختی به او و سپس از بین بردنش. پاور به عنوان اهریمن خون با خون دنجی احیا می‌شود، اما دوباره توسط ماکیما زخمی می‌شود. قبل از مرگ، پاور با دنجی قرارداد می‌بندد - در ازای دریافت خون او، از دنجی می‌خواهد که اهریمن خون متولد شده را پیدا کند و دوباره او را به پاور تبدیل کند تا دوباره با هم دوست شوند.

### شکارچیان اهریمن امنیت عمومی
کیشیبه (岸 辺)
قوی‌ترین شکارچی اهریمن در سازمان. پیرتر از بیشتر شکارچیان دیگر، زخم خورده و بدبین است. او دِنجی و پاور را آموزش می‌دهد و در جوانی با کوآنشی همکاری می‌کرد. او مخفیانه نقشه می‌کشد تا علیه ماکیما قیام کند.
هیمه‌نو (姫 野)
اولین شریک کاری آکی که یک چشم‌بند دارد و با اهریمن روح همکاری می‌کند و به او اجازه می‌دهد از هر جا از بازوی نامرئی آن استفاده کند. او هنگام تلاش برای غلبه بر مرد کاتانایی (کاتانا مَن) با فدا کردن خودش به اهریمن روح جان اکی را نجات می دهد ولی خودش می میرد.
کُبِنی هیگا‌‌شیاما (東山 コベニ, هیگاشیاما کُبِنی)
زن جوانی با قراردادی ناشناس که  شکارچی اهریمن امنیت ملی است و به عنوان یکی از اعضای جدید گروه ویژه ماکیما شروع به کار کرد. علی‌رغم برخورد ترسو و خجالتی‌اش، او ماهر و با استعداد است -وقتی که به او انگیزه داده می‌شود- تلاش و سعی او را هیچ‌کس دیگری ندارند.

### اهریمن‌های تحت کنترل و امن
اهریمن فرشته (天使 の 悪 魔، تِنشی نو آکوما)
یک اهریمن انسان نما که ترس از فرشتگان را تجسم می‌بخشد. در نگاه اول او یک دختر به نظر می‌رسد اما یک پسر است! هیچ خباثت خاصی نسبت به انسانها ندارد، اما از دیدن آنها رنج می‌برد. او پس از مرگ هیمه‌نو با آکی شریک کاری است و به عنوان دومین فرد قدرتمند امنیت عمومی شناخته می‌شود، اما تنبلی او موجب ترسش می‌شود.
بیمُ(ビ ー ム، بیمو)
یک اهریمن کوسه بسیار خوشبین اما ناپایدار، که می‌تواند تقریباً روی هر چیزی «شنا» کند و به فرم هیولای کوسه ای تبدیل شود. او با دنجی که او را رفیق صمیمی خود می‌داند همکاری می‌کند. او بعداً خود را برای احیای دنجی در طول نبرد با اهریمن تاریکی در جهنم فدا کرد.

### شکارچیان اهریمن خصوصی
کوآنشی (ク ァ ン シ)
یک شکارچی اهریمن چینی و یکی از قاتلانی که برای گرفتن قلب دنجی فرستاده شده‌است. او یک لزبین است و با چهار زن اهریمن در یک رابطه چند جانبه است! او قراردادی با اهریمنی ناشناس دارد که به او قدرت تیر وکمان را می‌دهد. به گفته بابانوئل، او «اولین شکارچی اهریمن» است. او توسط ماکیما سر بریده می‌شود، اما بعداً توسط او و رِزه و کاتانا مَن برای مبارزه با اره برقی احیا شد و به اهریمن تیر و کمان تبدیل شد.
بابا نوئل (サ ン タ ク ロ ー ス، سانتا کورُس)
یکی از قاتلانی که به دنبال دنجی فرستاده شد. بعداً مشخص شد که یک مرد مسن آلمانی است که با اهریمن جهنم منعقد شده‌است، بعداً مشخص شد که بابا نوئل چند نفر است نه یک نفر. بدن واقعی، یک زن روس است که توسط شاگردش «تولکا» به عنوان «استاد» نامیده می‌شود، استاد او با اهریمن عروسک قرارداد بسته و این توانایی را دارد که افراد را به عروسک‌های تحت کنترل خود تبدیل کند که به بخشی از ذهن بابانوئل تبدیل می‌شوند. او نقشه ای را برای فرستادن دِنجی و چندین شکارچی به جهنم به عنوان قربانی اهریمن تاریکی در ازای قدرت برای کشتن ماکیما تنظیم می‌کند. او این قدرت را به دست می‌آورد، اما توسط دنجی در آتش شکست می‌خورد.

### اهریمن‌ها
پوچیتا (ポ チ タ)
اهریمن اره ای که با دِنجی ادغام شد و در اصل قبل از ملاقات با دِنجی ، خودش مرد اره بود. او توانایی خوردن یک شیطان و پاک کردن موجودیت آنها را دارد و او را «اهریمنی می‌کند که شیاطین بیشتر از همه می‌ترسند». او ابتدا به شکل سگ ظاهر می‌شود، در واقع حالت ضعیف شده خود پس از جنگ با چهار سوارکار و اهریمن تفنگ است. شکل شیطانی واقعی او یک نسخه بزرگ و تیره‌تر از فرم ترکیبی دنجی و با چهار بازو است.
مرد کاتانایی (کاتانا من) / شمشیر سامورایی (サ ム ラ イ ソ ー ド، سامورای سُーدُ)
نوه رئیس یاکوزا که دنجی و پوچیتا را کشته و  مدیر برنامه اهریمن تفنگ است. او مانند دنجی، اهریمنی انسان نما و با قلب اهریمن کاتانا است که می‌تواند با برداشتن دست خود به شکل اهریمنی خود درآید. او که قصد کشتن دنجی را داشت توسط آکی و دنجی دستگیر شد و یک کتک حسابی خورد. نام اصلی وی مشخص نیست.
رِزه (レ ゼ)
دختری که دِنجی به علاقه نشان داد. بعداً مشخص شد که او با اهریمن بمب قرار داد بسته‌است و می‌تواند با کشیدن یک ضامن نارنجک بر روی گردن خود که با یک چوکر پنهان می‌کند به اهریمن تبدیل شود. او یک جاسوس شوروی برای کشتن دِنجی است. او به ظاهر با دنجی گرم می‌گیرد حتی از او بوسه می‌گیرد اما بعد از آن زبان دنجی را گاز گرفت و کند. پس از مبارزه و فرار، او توسط شیطان فرشته تحت کنترل ماکیما کشته می‌شود.
اهریمن تفنگ (銃 の 悪 魔، جو نو آکوما)
یکی از قدرتمندترین و ترسناک‌ترین اهریمن موجود. سیزده سال قبل از شروع داستان، یک تیراندازی گسترده و حمله تروریستی در آمریکا رخ داد و باعث شد اهریمن تفنگ از ترس از اسلحه متولد شود و به کل جهان حمله ور شود -به شکلی که- در کمتر از ۵ دقیقه -قبل از ناپدید شدن- ۱٫۲ میلیون نفر را بکشد. بعداً مشخص شد که دولت‌های چندین کشور با اهریمن تفنگ قرارداد بسته‌اند و رئیس‌جمهور ایالات متحده آن را برای کشتن ماکیما احضار می‌کند. ماکیما آن را شکست می‌دهد، ولی اهریمن تفنگ آکی را تسخیر و او را به اهریمن تفنگ تبدیل می‌کندکه بعداً به دست دنجی کشته می شود.
اهریمن تاریکی (闇 の 悪 魔، یامی نو آکوما)
یک اهریمن قدرتمند و ناشناخته که نمایانگر ترس اولیه تاریکی است و در جهنم زندگی می‌کند.

## جلدهای مانگا
| شماره | عنوان                                                          | تاریخ انتشار  | شابک                   |
| ----- | -------------------------------------------------------------- | ------------- | ---------------------- |
| ۱     | سگ و ارّه برقی Inu to Chensō (犬とチェンソー)                   | ۴ مارس ۲۰۱۹   | شابک ‎۹۷۸−۴−۰۸−۸۸۱۷۸۰−۴ |
| ۲     | ارهّ برقی علیه خفاش Chensō VS Kōmori (チェンソーVSコウモリ))    | ۲ می ۲۰۱۹     | شابک ‎۹۷۸−۴−۰۸−۸۸۱۸۳۱−۳ |
| ۳     | دنِجی را بکش Denji o Korose (デンジを殺せ)                      | ۲ اوت ۲۰۱۹    | شابک ‎۹۷۸−۴−۰۸−۸۸۲۰۱۶−۳ |
| ۴     | تفنگ قوی تره Jū wa Tsuyoshi (銃は強し)                         | ۴ اکتبر ۲۰۱۹  | شابک ‎۹۷۸−۴−۰۸−۸۸۱۶۶۶−۱ |
| ۵     | بچه Miseinen (未成年)                                          | ۴ ژانویه ۲۰۲۰ | شابک ‎۹۷۸−۴−۰۸−۸۸۲۱۷۱−۹ |
| ۶     | بوم بوم بوم Ban Ban Ban (バン バン バン)                       | ۴ مارس ۲۰۲۰   | شابک ‎۹۷۸−۴−۰۸−۸۸۲۲۲۴−۲ |
| ۷     | در یک رویا Yume no Naka (夢の中)                               | ۴ ژوئن ۲۰۲۰   | شابک ‎۹۷۸−۴−۰۸−۸۸۲۳۲۸−۷ |
| ۸     | شلوغ کاریِ فجیح Chō Mechakucha (ちょうめちゃくちゃ)             | ۴ آگوست ۲۰۲۰  | شابک ‎۹۷۸−۴−۰۸−۸۸۲۳۷۶−۸ |
| ۹     | حمام Ofuro (お風呂)                                            | ۴ نوامبر ۲۰۲۰ | شابک ‎۹۷۸−۴−۰۸−۸۸۲۴۷۰−۳ |
| ۱۰    | احساسات یک سگ Inu no Kimochi (犬の気持ち)                      | ۴ مارس ۲۰۲۱   | شابک ‎۹۷۸−۴−۰۸−۸۸۲۵۲۷−۴ |
| ۱۱    | آفرین مَرد اَرّه‌ برقی Ganbare Chensō Man (がんばれチェンソーマン) | ۴ ژانویه ۲۰۲۱ | شابک ‎۹۷۸−۴−۰۸−۸۸۲۵۷۶−۲ |
| ۱۲    | پرنده و جنگ Tori to Sensō (鳥と戦争)                           | ۴ اکتبر ۲۰۲۲  | شابک ‎۹۷۸−۴−۰۸−۸۸۳۲۷۱−۵ |

## بازخورد
در سال ۲۰۱۹، چِنسا من در پنجمین جایزه Tsugi ni Kuru Manga در گروه چاپ شماره۲ قرار گرفت. این مجموعه در سومین جوایز سالانه طنز Tsutaya در سال ۲۰۱۹ در رتبه ۹ قرار گرفت. این سری در رتبه ۴ در Takojimima's Kono Manga ga Sugoi قرار گرفت! لیست بهترین مانگای سال ۲۰۲۰ برای خوانندگان مرد، و در صدر لیست ۲۰۲۱ قرار گرفت. در کنو مانگا مجله Freestyle و یوم! رتبه‌بندی، این مجموعه در لیست بهترین مانگا در سال ۲۰۲۰ در جایگاه ۱۲ قرار دارد، و در رتبه ۱۶ در کنار شیطان‌کش :کیمتسو نو یائیبا، در لیست ۲۰۲۱ قرار دارد. در سال ۲۰۲۰، مانگا برای سیزدهمین مانگا Taishō نامزد شد و با ۴۰ امتیاز در رتبه۸ قرار گرفت این کتاب توسط کتابفروشی آنلاین هونیا کلاب در رتبه ۲ "کمیک‌های پیشنهادی کارمندان کتابفروشی سال۲۰۲۰" قرار گرفت. در سال ۲۰۲۰، این مجموعه در نظرسنجی «بیشترین جستجو برای انطباق» که توسط AnimeJapan انجام شد، رتبه ۱۰ را به دست آورد. این مجموعه توسط مجله داوینچی رتبه ۴۵ در لیست «کتاب سال» ۲۰۲۱ را کسب کرد.چنسا من رتبه دوم، تنها پشت سر جوجوتسو کایسن، در فهرست مانگای آلو "My Manga Best5" ۲۰۲۰ قرار گرفت که ۴۶٬۶۴۱ کاربر (از طریق توئیتر) در آن شرکت کردند. در نظرسنجی تی‌وی آساهی، که در آن ۱۵۰٬۰۰۰نفر به ۱۰۰ سری برتر مانگا رأی دادند، مرد ارهّ‌ای در رتبه ۵۸ قرار گرفت. در سال ۲۰۲۱، به همراه با Teasing Master Takagi-san، چنسا من شصت و ششمین جایزه مانگای شوگاکوکان را در رده شونن بدست آورد.